# Philippe Chabaneix
Philippe Chabaneix (* 20. April 1898 in Albany; † 18. April 1982 in Paris) war ein französischer Dichter.

## Leben
Philippe Chabaneix war der Sohn des Dichterehepaars Paul Chabaneix (Pseudonym: Jacques Nervat) (1875–1948) und Marie Nervat (1873–1909). Da sein Vater Marinearzt war, lebte er (bis zum Tode seiner Mutter 1909) in Nouméa und Palma de Mallorca, dann in La Rochelle. Im Ersten Weltkrieg gründete er Zeitschriften. Ab 1920 wurde er in Paris zum Erben der von Francis Carco angeführten Dichtergruppe der Fantaisistes und veröffentlichte (an Gérard de Nerval und Guillaume Apollinaire orientierte) Lyrik, die 2002 gesammelt erschien.
Von 1961 bis 1964 war er Schriftleiter der Zeitschrift Odeur du Temps (8 Nummern). Er erhielt 1949 den Grand Prix littéraire de la ville de Paris und 1960 den Grand Prix de Poésie der Académie française.

## Werke (Auswahl)

### Lyrik
- Le bouquet d’Ophélie. Le Divan, Paris 1929.
- Le désir et les ombres. Presse à bras, Paris 1938.
- Poèmes choisis. Points et contrepoints. Paris 1947. (Vorwort von Francis Carco)
- Les Nocturnes. Lyon 1950.
- Musiques du temps perdu. Seghers, Paris 1960.
- OEuvre poétique. Hrsg. Jean-Luc Moreau. La Maison de poésie, Paris 2002.

### Weitere Werke
- (Hrsg.) Francis Carco. Seghers, Paris 1949.